# Jaromír Spal
Jaromír Spal (* 18. Juli 1916 in Nové Strašecí, Königreich Böhmen Österreich-Ungarn; † 22. März 1981 in Prag, Tschechoslowakei) war ein tschechoslowakischer Schauspieler, Bühnenregisseur und Fernsehschauspieler.

## Leben
Jaromír Spal wurde 1916 in Nové Strašecí geboren.
1943 hatte Spal in dem Film Bláhový sen seinen ersten Auftritt. 1968 hatte er seine erste Rolle in der Fernsehserie Vernunftehen. Von 1974 bis 1980 erhielt er in der Fernsehserie Bakalári erstmals eine wiederkehrende Rolle. Insgesamt wirkte er von 1943 bis 1980 in mehr als 40 Film-und-Fernsehproduktionen mit.
Spal starb am 22. März 1981 im Alter von 64 Jahren in Prag.

## Filmografie (Auswahl)
- 1943: Bláhový sen
- 1944: Frühlingslied (Jarní píseň)
- 1947: Die Geige und der Traum (Housle a sen)
- 1951: Neue Kämpfer werden auferstehen (Vstanou Novi Bojovnici)
- 1952: Ein Rebell (Mikoláš Aleš)
- 1952: Lachendes Land
- 1953: Über uns tagt es (Nad námí svítá)
- 1953: Eine Frau – Ein Wort (Slovo Dela Zenu)
- 1955: Aus meinem Leben (Z mého zivota)
- 1962: Versteckt euch nicht, wenn es regnet (Neschovávejte se, když prší)
- 1964: Angst (Strach)
- 1965: Niemand wird lachen (Nikdo se nebude smát)
- 1966: Wer will Jessie umbringen? (Kdo chce zabít Jessii?)
- 1968: Vernunftehen (Sňatky z rozumu, Fernsehserie, Folge 1x05)
- 1972: Das Mädchen auf dem Besenstiel (Dívka na koštěti)
- 1974: Pulpenny (Fernsehfilm)
- 1974, 1980: Bakalári (Fernsehserie, 2 Folgen)
- 1976: Die Entscheidung des Ingenieurs Turna
- 1977: Die Kriminalfälle des Majors Zeman (Třicet případů majora Zemana, Fernsehserie, Folge 2x05)
- 1979: Ve veci J. R. Oppenheimera (Fernsehfilm)